# Badminton bei der Völker-Spartakiade 1986
Das Finale der Badmintonwettbewerbe bei der Völker-Spartakiade 1986 fand vom 6. bis zum 13. September 1986 in Minsk statt.

## Die Sieger und Platzierten
| Disziplin    | Gold                               | Silber                                | Bronze                            |
| ------------ | ---------------------------------- | ------------------------------------- | --------------------------------- |
| Herreneinzel | Andrei Antropow                    | Sergey Sevryukov                      | Vladimir Nikolenko                |
| Dameneinzel  | Vlada Belyutina                    | Irina Rozhkova                        | Elena Rybkina                     |
| Herrendoppel | Andrei Antropow Sergey Sevryukov   | Vladimir Nikolenko Evgeniy Kravchenko | A. Garulja V. Smelin              |
| Damendoppel  | Elena Rybkina Lilya Galjamova      | Irina Rozhkova Klaudia Mayorova       | Vlada Belyutina Tatjana Volchek   |
| Mixed        | Andrei Antropow Svetlana Belyasova | I. Marmer Viktoria Pron               | Sergey Sevryukov Klaudia Mayorova |
| Mannschaft   | RSFSR                              | Weißrussische SSR                     | Moskau                            |